# 20/20 (Saga)
20/20 è un album in studio del gruppo rock canadese Saga, pubblicato nel 2012.

## Tracce
1. Six Feet Under – 4:56
2. Anywhere You Wanna Go – 5:29
3. Ellery – 4:08
4. Spin it Again – 4:41
5. Another Day Out of Sight – 4:18
6. One of These Days – 4:46
7. Ball and Chain – 4:17
8. Lost for Words – 4:34
9. Show and Tell – 4:42
10. Till the Well Runs Dry – 6:20